# 1796 في الولايات المتحدة
فيما يلي قوائم الأحداث التي وقعت خلال عام 1796 في الولايات المتحدة.

## سياسة

### تعيين في المنصب
- 5 يناير – أوليفر وولكوت حاكم كونيتيكت  [لغات أخرى]‏.
- 27 يناير – جيمس ماك هنري وزير حرب الولايات المتحدة.
- 4 مارس – أوليفر إلسوورث رئيس المحكمة العليا للولايات المتحدة.
- 9 نوفمبر – جون لورانس عضو مجلس الشيوخ الأمريكي.
- 4 ديسمبر – أندرو جاكسون عضو مجلس النواب الأمريكي.

### انتهاء فترة المنصب
- 1 يناير – أوليفر وولكوت نائب حاكم دولة كونيتيكت.
- 1 يناير – جون مارشال عضو مجلس نواب الولايات المتحدة عن ولاية فرجينيا.
- 5 يناير – صامويل هنتنجتون حاكم كونيتيكت  [لغات أخرى]‏.
- 27 يناير – تيموثي بيكرنج وزير حرب الولايات المتحدة.
- 20 فبراير – جورج والتون عضو مجلس الشيوخ الأمريكي.
- 8 مارس – أوليفر إلسوورث عضو مجلس الشيوخ الأمريكي.
- 1 يونيو – كاليب سترونغ عضو مجلس الشيوخ الأمريكي.

## ظهور
- 1 يناير – عائلة واشنطون

## مواليد

### فبراير
- 18 فبراير – جون بيل سياسي أمريكي.

### مارس
- 7 مارس – صادوق كيسي سياسي أمريكي.
- 28 مارس – ويليام إيد سياسي أمريكي.

### أبريل
- 10 أبريل – جيمس باوي

### مايو
- 21 مايو – رافردي جونسون سياسي أمريكي.

### يونيو
- 12 يونيو – يوآب لولر سياسي أمريكي.

### يوليو
- 15 يوليو – توماس بولفينش كاتب أمريكي.
- 24 يوليو – جون ميدلتون كلايتون سياسي أمريكي.
- 26 يوليو – جورج كاتلين فنان أمريكي.
- 29 يوليو – والتر هانت مخترع من الولايات المتحدة الأمريكية.

### أغسطس
- 15 أغسطس – جون توري عالم نبات أمريكي.

### أكتوبر
- 20 أكتوبر – جورج واشنطن أوين سياسي أمريكي.

### ديسمبر
- 15 ديسمبر – حيرام جورج رونيلس سياسي من الولايات المتحدة.
- 22 ديسمبر – جورج ماكليلان جراح أمريكي.

## وفيات

### يناير
- 5 يناير – صامويل هنتنجتون (مواليد 1731)

### يونيو
- 26 يونيو – ديفيد ريتنهاوس (مواليد 1732) عالم فلك أمريكي.

### أغسطس
- 30 أغسطس – هنري ميرشنت (مواليد 1741)

### نوفمبر
- 6 نوفمبر – ناثان براونسون (مواليد 1742) سياسي من الولايات المتحدة الأمريكية.

### ديسمبر
- 15 ديسمبر – أنتوني واين (مواليد 1745) سياسي أمريكي.